# Дютуа, Шарль
Шарль Эдуар Дютуа́ (фр. Charles Édouard Dutoit; род. 7 октября 1936, Лозанна) — швейцарский дирижёр. Наиболее известен как интерпретатор французской музыки XIX — начала XX веков.

## Биография
Шарль Дютуа учился в консерватории Лозанны по классу скрипки Андре Ваксмут-Лёв, затем переехал в Женеву, где закончил Женевскую консерваторию по классу дирижирования Самюэля Бо-Бови, учился также игре на альте у Рона Голана. Стажировался как дирижёр в Академии Киджи у А. Гальеры и в Тэнглвудском музыкальном центре у Шарля Мюнша (1959).
В 1950-х годах Дютуа дирижировал в основном любительскими оркестрами и хорами, одновременно играя в различных оркестрах на альте и выступая в составе струнного квартета. Как профессиональный дирижёр дебютировал в 1959 году с Лозаннским камерным оркестром и Мартой Аргерих. Толчок международному признанию Дютуа-дирижёра дал Герберт фон Караян, пригласивший Дютуа в 1964 году продирижировать балетом Мануэля де Фальи «Треуголка» в Венской государственной опере. В 1967—1977 годах возглавлял Бернский симфонический оркестр, в 1977—2002 годах — главный дирижёр Монреальского симфонического оркестра. Среди оркестров, с которыми работал Дютуа, Королевский филармонический оркестр, Национальный оркестр Франции, Консертгебау (Амстердам), Тонхалле (Цюрих), Гётеборгский симфонический оркестр, Филадельфийский оркестр, симфонический оркестр NHK в Токио и др. известные коллективы.
Дютуа прославился интерпретациями французской музыки конца XIX — первых десятилетий XX века, в том числе Мориса Равеля, Артюра Онеггера (все симфонии), Альбера Русселя (все симфонии). Исполнял также музыку XX века (фортепианные концерты Б. Бартока, С. С. Прокофьева, С. А. Губайдулиной).

Работа Дютуа отличается тщательностью, аккуратностью, повышенным вниманием к индивидуальной манере автора исполняемой им музыки и особенностям его эпохи. Сам дирижёр в одном из интервью объяснил это так: 
Мы очень заботимся о качестве звука. Многие коллективы культивируют звук «интернациональный». Я же ищу звук той музыки, которую мы исполняем, но не звук для конкретного оркестра. Нельзя играть Берлиоза, как, скажем, Бетховена или Вагнера.
За многолетнюю работу с Монреальским симфоническим оркестром Шарль Дютуа был награждён орденом Канады. Дютуа также является одним из немногих иностранцев, награждённых Национальным орденом Квебека.

### Личная жизнь
Шарль Дютуа был женат четыре раза: на Рут Кэри, аргентинской пианистке Марте Аргерих, канадском экономисте Мари-Жозе Друэн. В феврале 2010 года он в четвёртый раз женился на канадской скрипачке Шанталь Жуийе. От брака с первой супругой Рут Кэри у него есть сын Иван, от Марты Аргерих — дочь Анна-Катрин.